# Brachystegiasolfågel
Brachystegiasolfågel (Cinnyris oustaleti) är en fågel i familjen solfåglar inom ordningen tättingar.

## Utseende
Brachystegiasolfågeln är en medelstor solfågel med kraftiga dräktsskillnader mellan könen. Hanen är grön på huvud och rygg, med vit buk, ett lila och rött bröstband och gulorangefärgade fjädertofsar vid skuldrorna som dock vanligen är dolda. Honan är mycket enfärgat brun, med ljusare buk. Arten är mycket lik vitbukig solfågel, men hanen urskiljer sig genom bröstbandet, skuldertofsarna och svartaktiga teckningar i ansiktet, medan honan är mörkare och med svagare teckningar. 

## Utbredning och systematik
Brachystegiasolfågel delas upp i två distinkta underarter med följande utbredning:
- Cinnyris oustaleti oustaleti – centrala och södra Angola (Huila till Cuanza Sul och norra Bie)
- Cinnyris oustaleti rhodesiae – nordöstra Zambia till Malawi och sydvästligaste Tanzania

## Status
Arten har ett stort utbredningsområde och beståndet anses stabilt. Internationella naturvårdsunionen IUCN listar den därför som livskraftig (LC).

## Namn
Fågelns vetenskapliga artnamn hedrar den franske zoologen Jean Frédéric Émile Oustalet (1844-1905). Tidigare kallades den oustaletsolfågel även på svenska, men tilldelades 2024 ett mer informativt namn av BirdLife Sveriges taxonomikommitté.